# جوانمرد (فیلم ۱۳۷۵)
جوانمرد عنوان فیلمی سینمایی به کارگردانی جمشید آهنگرانی با بازی جمشید هاشم‌پور و فریماه فرجامی محصول سال ۱۳۷۵ است.

## داستان فیلم
توفیق که قهرمان ورزش بوکس است با همسر خود عهد می‌بندد که از این ورزش دوری کند اما پایبند قول خود نمی‌ماند و همسرش او را ترک می‌کند …